# 892 Seeligeria
892 Seeligeria este o planetă minoră (asteroid), cu un diametru de 74,481 km, din centura de asteroizi. A fost descoperită pe 31 mai 1918 la Observatorul Königstuhl de Max Wolf și a fost numită după Hugo von Seeliger. 
Obiectul prezintă o orbită caracterizată de o semiaxă mare de 3,2248354682271 UAi, o excentricitate de 0,10562114031857, o înclinație de 21,316 ° în raport cu ecliptica.